# 萨尔加茨科耶
萨尔加茨科耶（羅馬化：Sargatskoye）是俄罗斯鄂木斯克州的工人村（市级镇）、萨尔加茨科耶区行政中心及规模最大聚居地，地处鄂木斯克州中部，位于鄂毕河流域额尔齐斯河一支流萨尔加特卡河（Саргатка）畔，南距额尔齐斯河不远。州府鄂木斯克位于该镇南偏西方。
该地2021年人口有8,003人；2010年人口8,157；2002年人口8,386；1989年人口8,677。